# Bornholm - Danmarks Solskinsø
Bornholm - Danmarks Solskinsø er en dansk dokumentarfilm fra 1938.

## Handling
En turistfilm fra Bornholm. Afgang fra Københavns Havn med Bornholmerbåden. Overfarten og indsejlingen til Rønne. Gadebilleder fra Rønne: de gamle huse og nye samt den tidligere militære hovedvagtstation. Bornholmsk keramik og silderøgning. Fæstningsværk fra 1688. Strand- og badeliv på Bornholms sydspids Dueodde. Rokkestenen, Danmarks næsthøjeste punkt Rytterknægten og Østerlars rundkirke. Gudhjem og Kirkemøllen i Pedersker, der er den ældste bevarede stenmølle på Bornholm. Helligdomsklipperne og Hammershus ruiner. Jons Kapel og Hvidkleven. Rønnes Strandbadeanstalt.